# 가나가와구
가나가와구(일본어: 神奈川区 가나가와쿠[*])는 일본 가나가와현 요코하마시를 구성하는 18개 구 중 최초로 생긴 구로, 아홉 번째로 큰 구이다.

## 지리
요코하마시의 북동쪽 해안에 위치한다. 북쪽으로 고호쿠구, 북동쪽으로 쓰루미구, 서쪽으로 미도리구, 남쪽으로 니시구, 남서쪽으로 호도가야구와 접한다.

## 교통

### 고속도로
- 수도고속도로 가나가와 1호선 요코하네선
  - 히가시카나가와 나들목 - 고야스 나들목 - 모리야초 나들목
- 수도고속도로 가나가와 2호선 미쓰자와선
  - 미쓰자와 나들목
- 제3 게이힌 도로
  - 하자와 나들목

### 일반도로
- 국도 1호선
- 국도 15호선
- 국도 357호선

### 철도
- 게이힌 급행 전철
  - 본선
    - 게이큐 신코야스역 - 고야스역 - 가나가와신마치역 - 게이큐 히가시카나가와역 - 가나가와역
- 도큐 전철
  - 도요코선
    - 하쿠라쿠역 - 히가시하쿠라쿠역 - 단마치역
- 동일본 여객철도
  - 게이힌 도호쿠선(도카이도 본선)
    - 히가시카나가와역 - 신코야스역

  - 요코하마선
    - 히가시카나가와역 - 오구치역
- 요코하마시 교통국(요코하마 시영 지하철)
  - 블루 라인
    - 미쓰자와시모초역 - 미쓰자와카미초역 - 가타쿠라초역

## 기업
- JVC (일본 빅터 주식회사, 日本ビクター株式会社)